# Christian Knauthe
Christian Knauthe, auch Christian Knauth (* 19. Dezember 1706 in Görlitz; † 7. Januar 1784 in Friedersdorf an der Landeskrone), war ein Oberlausitzer Geschichtsforscher und Pfarrer in Friedersdorf. Er gilt als der bedeutendste Heimatforscher der Oberlausitz des 18. Jahrhunderts.

## Leben
Geboren wurde Knauthe 1706 in Görlitz als eines von zehn Geschwistern, sein Vater war Gottfried Knauthe. Nach dem Besuch des Görlitzer Gymnasiums begann er 1728 sein Studium in Leipzig in den Fächern Theologie, Philosophie, Kirchen- und Politische Geschichte. Durch Kontakte zu sorbischen Studenten lernte er so auch die Sorbische Sprache. Ab 1732 arbeitete er als Hauslehrer in Friedersdorf. Seine Arbeit als Prediger begann Knauthe 1736 in der Görlitzer Dreifaltigkeitskirche.
Ab 1741 war er der Pfarrer der Friedersdorfer Kirchgemeinde. Wie damals üblich, widmete er sich der Unterrichtung der Kinder des Ortes und erkannte, dass für eine Zukunft des Ortes eine gute Schule unverzichtbar ist. Daher widmete er sich auch selbst der Forschung. So veröffentlichte Knauthe 1765 erstmals eine Ortschronik von Friedersdorf. Mit seinem Werk Derer Oberlausitzer Sorberwenden Umständliche Kirchengeschichte von 1767 verfasste er ein wichtiges Werk der Sorabistik. Insgesamt veröffentlichte er über 65 Druckschriften. Weiterhin legte er eine 4600 Werke umfassende Bibliothek sowie ein Münzkabinett an. Allerdings wurde seine Sammlung 1754 durch einen Brand zerstört.
Knauthe starb am 7. Januar 1784 in Friedersdorf. Sein Grabstein wurde in eine Außenwand des damaligen Pfarrhauses eingelassen.

## Werke (Auswahl)
- Annales typographici Lusatiae superioris oder Geschichte der Ober-Lausitzischen Buchdruckereyen. Schill, Lauban 1740 (Digitalisat).
- Der alten Sorberwenden Religionssätze und Lehren. übergiebet Tit. Herrn Johann Hortzschansky, Wujesd Breitendorf Lusat. Sup. wohlbestallten Collegæ des Gymnasii zu Görlitz, als Derselbe Sich mit Tit. Jungfer Johannen Christianen Wendlerin, weil. Herrn George Wendlers, ... Actuarii und ... Fickelscherer, Görlitz 1754.
- Von denen Schulbüchern, welche in denen oberlausitzischen Schulen vor der Reformation Lutheri gebraucht worden. Fickelscherer, Görlitz 1759.
- Schlesiens und der Oberlausitzs Gemeinschaft der Gelehrten. Fickelscherer, Görlitz 1761 (Digitalisat).
- Derer Oberlausitzer Sorberwenden umständliche Kirchengeschichte. Fickelscherer, Görlitz 1767 (Digitalisat).

→ weitere Digitalisate bei Wikisource